# Glückstadt
Glückstadt (dánsky: Lykstad) je město v Německu, v Šlesvicku-Holštýnsku. Nachází se na pravém břehu Labe, asi 45 km severozápadně od Altony. Glückstadt je součástí metropolitní oblasti Hamburku. V roce 2020 mělo město 10 779 obyvatel.
Glückstadt založil v roce 1617 dánský král Kristián IV. pod názvem Lykstad, což by šlo přeložit jako „město štěstí“. Nechal vybudovat hráze a opevnění a také vévodskou rezidenci. Král slíbil osadníkům osvobození od daní a svobodu vyznání, proto se Glückstadt brzy stal důležitým obchodním centrem, usadili se zde kalvinisté, remonstranti, mennonité z Nizozemí, sefardští židé i katolíci. Poté, co král zasáhl do třicetileté války, bylo město v letech 1627–28 patnáct týdnů obléháno sjednocenými císařskými a katolickými vojsky pod velením Albrechta z Valdštejna a hraběte Tillyho, avšak neúspěšně. V roce 1649 nechal Christianův syn a nástupce dánský král Frederik III. přesunout sídlo holštýnské správy do Glückstadtu, poté se vévodství stalo známým jako Holstein-Glückstadt. V roce 1773 se město stalo hlavním městem všech holštýnských zemí. Během napoleonských válek v roce 1814 byl Glückstadt zablokován spojenci a kapituloval, načež bylo jeho opevnění zbořeno. V roce 1830 se stal svobodným přístavem. Zůstal majetkem dánské koruny až do porážky Dánů ve druhé šlesvické válce v roce 1864. Nejprve byl okupován Rakouskem, ale po rakousko-pruské válce v roce 1866 byl začleněn do pruské provincie Šlesvicko-Holštýnsko.
V roce 1845 byla ve městě otevřena železniční stanice. Glückstadt má také trajektovou dopravu přes Labe do Wischhafenu v Dolním Sasku. Je zastávkou na tematické cestě Deutsche Fährstraße a na Labské cyklotrase.
Ke slavným rodákům patří desetibojař a olympijský vítěz Willi Holdorf nebo malíř August Friedrich Schenck.